# ナムプリックオン
ナムプリックオン（タイ語: น้ำพริกอ่อง、発音 [nám pʰrík ʔɔ̀ŋ]）はタイ北部で根強い人気を誇るタイ料理である。もち米、豚肉のほか、きゅうり、レンズ豆、白菜などの新鮮な野菜としばしば合わせられる。

## 材料と準備
ナムプリックオンは豚の挽肉から作られ、砂糖、トマト、エビのペーストも材料とされることがある。唐辛子ペーストには普通、乾燥唐辛子や塩、ニンニク、レモングラス、水、エビのペーストが含まれ、これらはすべて乳鉢で叩かれる。調理した豚ひき肉を乳鉢で唐辛子ソースと混ぜ、水気があまりにも足りない場合は水を加え、新鮮な季節の野菜を添えて提供される。